# Whisky-oorlog

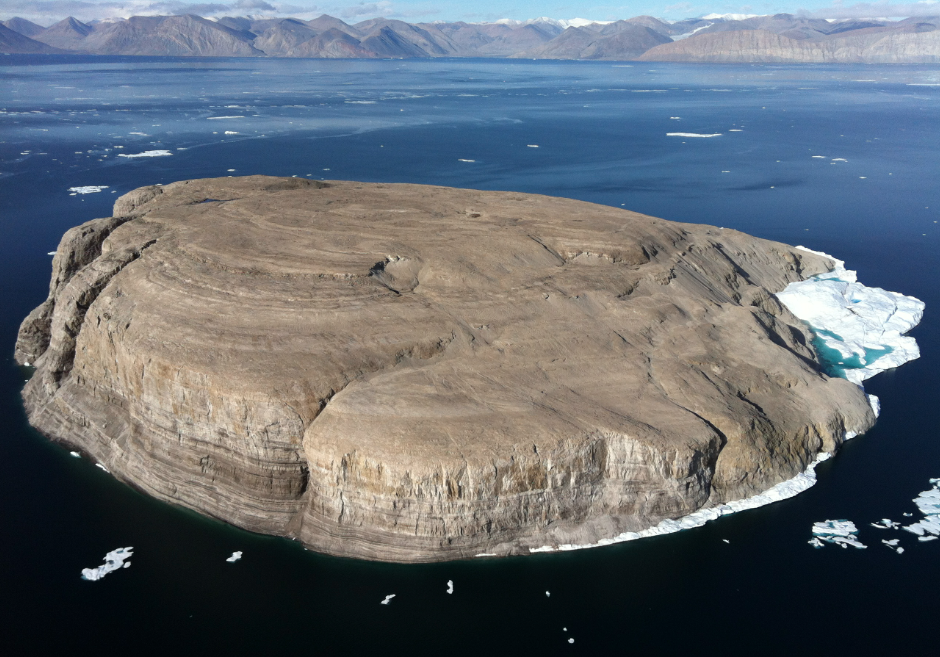
Hanseiland

De Whisky-oorlog was een territoriaal geschil tussen Canada en Denemarken om het Hanseiland ter grootte van 1,3 km² op 1000 km ten zuiden van de Noordpool. Van een echte oorlog was echter nooit sprake, het conflict is wel eens omschreven als het meest "beleefde" van alle territoriale conflicten. Op 14 juni 2022 is tot een oplossing gekomen door het eiland op te delen in twee stukken van exact dezelfde oppervlakte.

## Geschiedenis

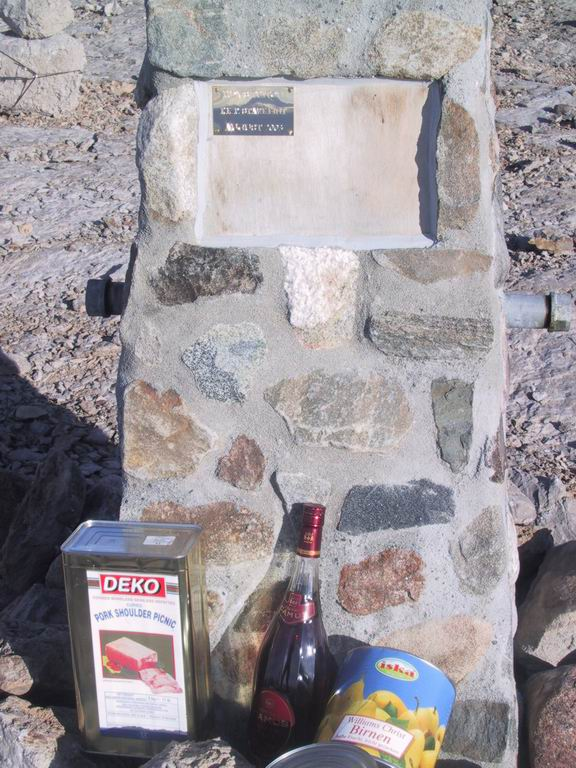
Deense drank op het eiland in 2003

Het conflict om het eiland dat tussen Groenland (behorend tot het koninkrijk Denemarken) en het Canadese eiland Ellesmere ligt, ontstond in 1973 toen uitgemaakt werd hoe de landsgrens door de Straat Nares moest lopen. Het ging de landen daarbij niet om het eiland zelf, maar om het Noordpoolgebied eromheen, dat vele natuurlijke grondstoffen bevat. Hierom werd het eiland niet opgenomen in een grensakkoord van 1973.
In 1984 zette de Deense minister voor Groenlandzaken een Deense vlag op het eiland en begroef er een fles schnaps bij. De Canadezen pikten dit niet en gingen naar het eiland met hun eigen vlag en een fles whisky. Op die manier ging de geweldloze strijd door en werden voortdurend vlaggen en flessen drank verwisseld. Daaraan heeft het conflict zijn naam te danken.
Beide landen besloten in 2005 dat er een einde moest komen aan het conflict. Dat resulteerde op 14 juni 2022 in de formele overeenkomst die stelt dat het eiland in tweeën gedeeld wordt. Door deze uitkomst is volgens de Deense minister van Buitenlandse Zaken Jeppe Kofod een "duidelijk signaal afgegeven dat het mogelijk is om conflicten over grensgebieden op een vreedzame en pragmatische manier op te lossen, waarbij beide partijen als winnaar uit de bus komen."